# Anderson da Silva Nilmar
Anderson da Silva Nilmar, més conegut com a Sonny Anderson, (Goiatuba, Goiás; 19 de setembre del 1970) és un futbolista brasiler retirat que jugà principalment a França, a més de breus etapes al FC Barcelona i Vila-real CF. Va ser internacional amb la selecció del seu país.

## Carrera esportiva
Sonny Anderson va començar a jugar al Vasco de Gama del Brasil, però va passar al Guaraní, des d'on feu el pas cap a Europa signant pel Servette FC de Suïssa. Després d'una temporada i mitja a Suïssa, és contractat a França per l'Olympique de Marsella. Anderson jugà el seu primer partit de la Ligue 1 el 28 de febrer del 1993, enfront l'FC Martigues. A l'acabar la temporada, és traspassat a l'AS Mònaco després de l'ensulsida provocada per Bernard Tapie, que hagué de vendre la majoria dels seus jugadors en resposta als escàndols que van sacsejar el club.
A Mònaco arriba a ser campió de la lliga francesa i màxim golejador de la competició, cosa que li va valer fitxar per un dels grans clubs del futbol mundial, el FC Barcelona l'any 1997. El seu pas pel Camp Nou no va ser tant bo com s'esperava, però en dues temporades va jugar 55 partits i va marcar 21 gols i va guanyar dues Lligues i la Copa del Rei. L'arribada de Patrick Kluivert a l'equip blaugrana i les desavinences amb el tècnic Louis van Gaal provocaren que Anderson fitxés per l'Olympique Lyonnais per 120 milions de francs.
De nou a França, Sonny Anderson va convertir-se en un ídol del club de Lió. Va disputar 4 temporades, amb uns registres de 71 gols en 110 partits, dues lligues i una copa. Un cop va finalitzar la vinculació, el Pistoler —com era anomenat per la seva característica celebració, disparant trets amb les mans com si fossin revòlvers— va incorporar-se al Vila-real Club de Futbol per disputar la temporada 2003-04. A començaments del seu segon any amb els groguets, Anderson va deixar l'equip per jugar a la lliga qatariana. En aquell país va vestir les samarretes de l'Al-Rayyan i l'Al-Gharafa.

### Selecció del Brasil
En la seva etapa formativa, va integrar les seleccions sub-17 i sub-20 del Brasil. Ja en l'etapa professional, va coincidir amb una generació de grans davanters (Bebeto, Romário, Edmundo, Ronaldo, Rivaldo, Emerson) que van barrar-li el pas a la selecció. A més, el fet de jugar en la lliga francesa, considerada menor, va restar-li visibilitat i només va disputar 6 partits amb la verde-amarela.

## Fora dels camps
Un cop retirat del futbol, va formar part de l'equip tècnic de l'OL i va ser director esportiu del Neuchâtel Xamax, de Suïssa. També ha col·laborat en programes de televisió a França.